# 중가립테루스
중가립테루스(Dsungaripterus)는 중생대 백악기 전기, 오늘날 아시아 대륙에서 서식했던 익룡이다. 식성은 육식이다. 화석은 중국에서 처음 발견되었다. 학명은 발견지 준가얼 분지에서 유래되었고, "즁가립의 날개"라는 뜻을 갖고 있다. 전체 몸 길이는 약 3.5m, 체중은 10kg정도 되었을 것으로 추정된다. 또한 두개골은 50cm이다. 이 시대에는 비교적 큰 익룡에 속한다.